# Bag of Bones
Bag of Bones är Europes nionde studioalbum. Det släpptes den 18 april 2012 i Japan och 25 april i resten av världen.

## Låtlista
1. "Riches to Rags" - 3:05
2. "Not Supposed to Sing the Blues" - 5:13
3. "Firebox" - 3:46
4. "Bag of Bones" - 5:31
5. "Requiem" - 0:28
6. "My Woman My Friend" - 4:25
7. "Demon Head" - 3:58
8. "Drink and a Smile" - 2:21
9. "Doghouse" - 3:58
10. "Mercy You Mercy Me" - 4:31
11. "Bring It All Home" - 3:39